# ホンダ・VF
VF（ブイエフ）は、本田技研工業がかつて製造販売した90°V型4気筒ガソリンエンジンを搭載するオートバイのシリーズ商標である。

## 概要
1969年に発売されたドリームCB750Fourは、当初こそ世界各国での絶賛で迎えられたもののライバル各社が同様な4気筒エンジンを搭載するモデルを市場投入したことにより1970年代半ばには決して特別なものではなくなってしまった。この結果「日本製のバイクはどれも同じ」との声が大きくなり、同社は2輪部門の最高責任者であった入交昭一郎が陣頭指揮を執り、国際レースへの復帰と新世代エンジンの模索と開発に取り組むことを発表し、以下の3種類のエンジンを搭載する車両が開発された。
- 1977年に第一期F1マシンに搭載された3Lエンジンと同じ内径x行程を継承するOHVエンジンを搭載するGL500を日本国内ならびに海外で販売開始。
- 1978年にRCシリーズで具現化された多気筒化の極限となるDOHC6気筒エンジンを搭載するCBX1000を北米・ヨーロッパで販売開始。
- ワークスGPチームが4ストロークで2ストロークを駆逐することを目標にした新開発エンジン[注 1]。

このうち新開発エンジンは、レギュレーションからシリンダー数上限が4気筒までと定められていたことから、より大きなバンク角を稼ぐためにエンジン幅を極力縮める考えからスリムな水冷V型4気筒とした上で楕円ピストンを採用するNR500が1979年のロードレース世界選手権用として開発された。さらに実戦からのフィードバックを踏まえて一般市販車として開発し、1982年から発売されたのが本シリーズである。

## モデル一覧
※本項では排気量別に解説を行う。また日本国内向け仕様と海外向け輸出仕様が混在するモデルは日本国内仕様のモデル名で解説を行い、輸出仕様の名称は記事内に記載する。

### VF400

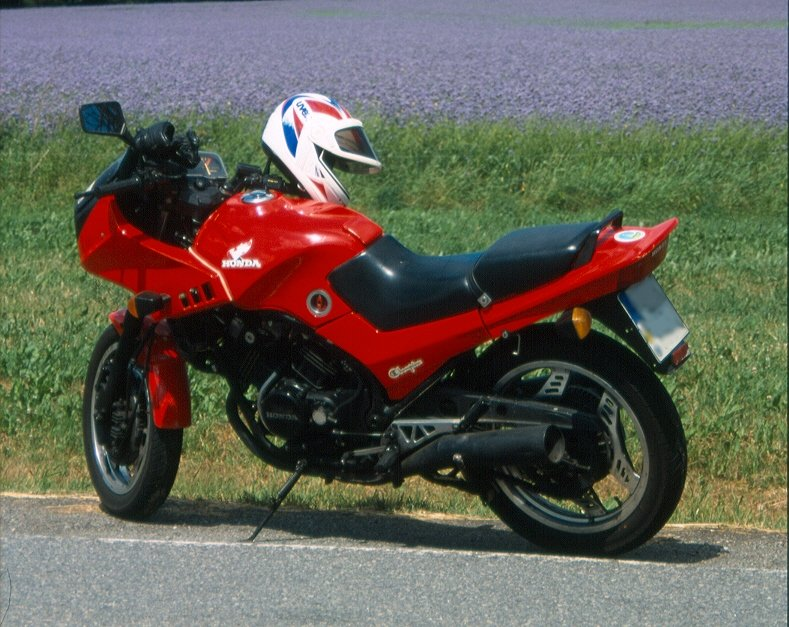
VF400F
輸出仕様車

型式名NC13。以下で解説する日本国内向けのみならず海外輸出も行われた。
VF400F
1982年12月10日発表、標準価格538,000円、年間販売計画36,000台で同月15日発売。
VF400Fインテグラ
1984年1月12日発表、同月13日発売のフルフェアリングを標準装備とした追加モデル。
それぞれの詳細はホンダ・VF400Fを参照のこと。

### VF500
免許制度による排気量制約がない海外輸出向け仕様として1984年から販売開始されたモデル。エンジンはNC13E型をベースに内径x行程=55.0x42.0（mm）から60.0x44.0（mm）にするなど大幅な設計変更を加えている。以下の3モデルが販売された。
VF500C
北米市場向けモデルで丸パイプ形状のダブルクレードルフレームを採用するクルーザータイプ。V30-Magna（マグナ）のペットネームを持つ。6速マニュアルトランスミッションを搭載し最高出力64ps/11,000rpmをマークする。

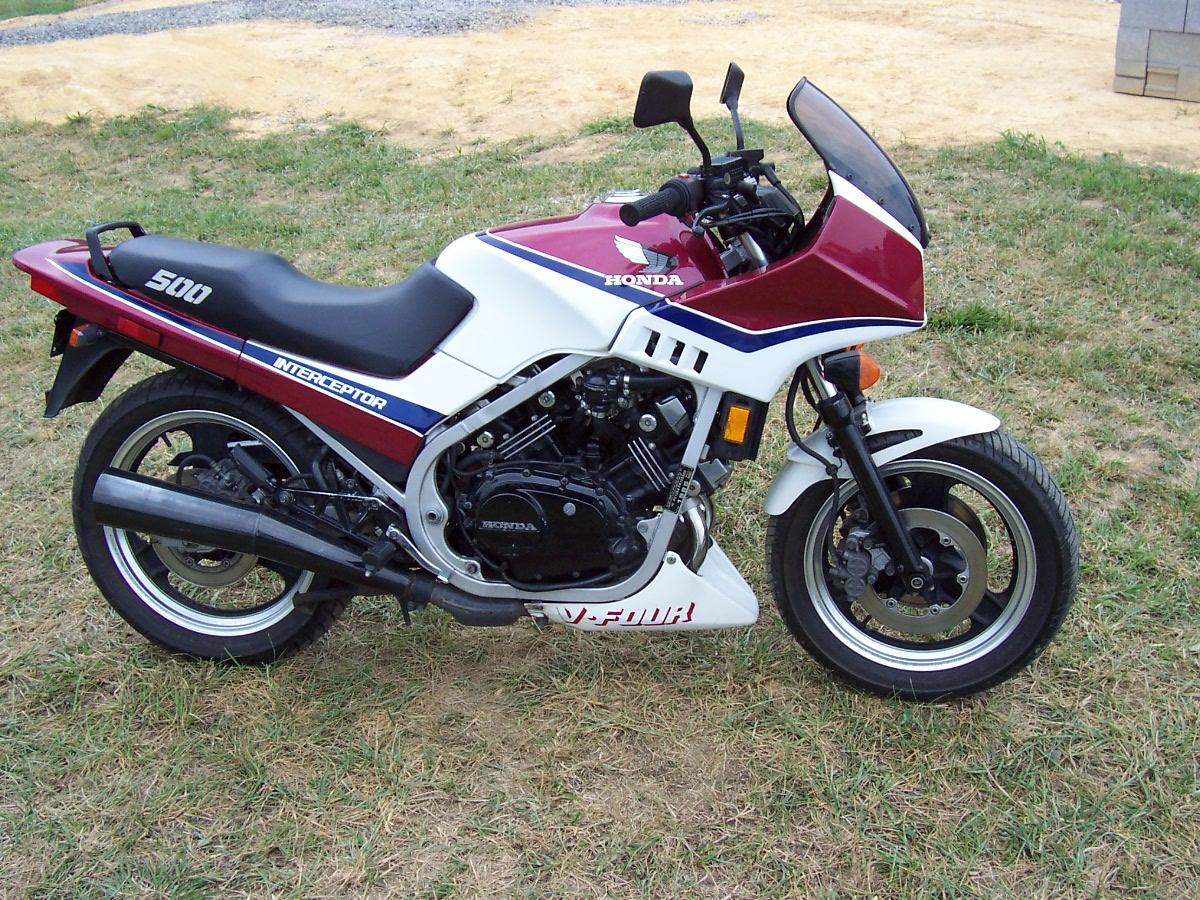
VF500F
北米・ヨーロッパ市場向けのアッパーカウル装着モデルで北米ではV30-Interceptor（インターセプター）のペットネームを持つ。フレームは上述したVF500Cと同様のダブルクレードルであるが、角形断面であるとともにエンジンチューンも別物で最高出力70ps/11,500rpmをマークする。
VF500F2
VF500Fのカウルをフルカウルにしたモデルでヨーロッパ市場向けに1985年から販売された。

### VF700
後述するVF750シリーズが北米での輸入規制対象車両になることから、スケールダウンを施したモデル。VF700S/Cが1984年から、VF700Fが1985年から販売された。

### VF750
公道走行可能なオートバイとして世界初の水冷V型4気筒エンジンを搭載した本シリーズの祖ともなるモデルである。
VF750セイバー
型式名RC07。日本国内仕様は1982年3月24日発表、4月1日発売。輸出仕様はVF750Sの車名でV45-Sabreのペットネームを持つ。最高出力は自主規制のため日本国内仕様が72ps/9,500rpmとされたが、北米向け仕様は82psとされた。
サスペンションは、前輪がTRACアンチダイブ機構付テレスコピック、後輪がプロリンク式スイングアームとされ、タイヤサイズは前110/90-18・後130/90-17。動力伝達は6速マニュアルトランスミッションを搭載しシャフトドライブを採用した。
またCX500ターボで採用された車載コンピュータの簡素版が搭載され、ピクトグラムの点滅で異常個所を警告するデジタル表示のワーニングシステム・ストップウオッチ付デジタル時計・トリップメーター・水温計・燃料計・ギアポジションューエルメーターなどの表示も行える液晶表示メーターを装備。そのほかにも油圧クラッチ・ウィンカーキャンセラー・電気式速度計・切断されるとエンジン始動をキャンセルする光ファイバー内蔵ロックケーブルなどが装備された。
VF750マグナ
型式名RC09。VF750セイバーと同時発表発売のクルーザータイプ。北米向け輸出仕様はVF750Cの車名でV45-Magnaのペットネームを持つ。
国内仕様は本シリーズ終了後も継続生産され、1987年にV45マグナへ、1993年にマグナへモデルチェンジされ2000年代まで生産された。
詳細はホンダ・マグナを参照のこと。
VF750F
型式名RC15。日本国内仕様は1982年12月10日発表、同月11日発売のアッパーカウルを装着するモデルで最大排気量上限モデルとして同社のフラグシップモデルとして設定された。搭載されるエンジンは上述のセイバー・マグナと同様にRC07E型であるが、最高出力を84psとした北米向け仕様はV45-Interceptorのペットネームを持つほか、上述した2モデルとは以下の相違点がある。
- フレームはダブルクレードルであるが、鋼管パイプから角型断面へ変更。
- マニュアルトランスミッションを6速→5速へ変更。
- ジュラルミン鍛造セパレートハンドルを装着。
- 市販2輪車として世界初のバックトルクリミッターを搭載。
- 動力伝達をシャフトからチェーンドライブへ変更。
- ホイールをキャストからブーメランコムスターへ変更。

またホイールサイズは前輪16インチ・後輪18インチとされたが、これはVT250Fに引き続き採用されたもので同社の大型自動二輪車としては初めてである。

### VF1000
VF1000F
型式名SC15。1984年から販売された輸出専用仕様。北米の輸入車規制対象となるためにVF750F→VF700へのスケールダウンが決定した反面でスポーツ性をアピールすることが難しいと判断。そのために開発された排気量998㏄から最高出力110psをマークするモデルである。
VF1000F2
1985年販売開始の輸出専用仕様。VF500F2同様にフルカウルへ変更したモデルでヨーロッパ市場向けとされた。
VF1000R
型式名SC16。VF1000Fをベースにしたレーサーレプリカモデルである。ヨーロッパでは1984年から、北米では1985年から販売開始。
詳細はホンダ・VF1000Rを参照のこと。

### VF1100
VF1100C
VF750Cの上級車種として1983年にホンダ・オブ・アメリカがアメリカで生産しアメリカだけで発売したモデル。北米ではV65-Magnaのペットネームを持つ。発売直後に160mph（約257.5km/h）以上のクラスで最高速度176mph（約283km/h）を記録し最も速い市販二輪車としてギネス世界記録に認定された（1987年版では「278.4km/h」とされている）。
VF1100S
VF750Sの上級車種として1984年と1985年にホンダ・オブ・アメリカがアメリカで生産しアメリカだけで発売したモデル。北米ではV65-Sabreのペットネームを持つ。

## 評価
北米地区では、フレディ・スペンサーなどのアメリカ・ホンダワークス所属の契約ライダー達により、それまで使用していたCB750F改からHRCが仕上げたVF750FベースのレーサーVF750RでAMAレース常勝を記録していたことから本シリーズの人気は決定的なものになった。またヨーロッパ地区でも高速ツアラーとして好調なセールスを記録するなど海外での評価は高いのが本シリーズの特徴である。
対して日本市場ではフラグシップモデルとして設定されたVF750FよりもCB750Fの売上が良く、400ccクラスでもCBR400F/CBX400Fより販売実績が劣るといった現象が見受けられた。また当時はヤマハとの間でHY戦争と呼ばれる熾烈な販売競争が行われており、販売台数を稼ぐ目的から本シリーズは大幅な値引も行われたものの回復を見ることができなかった。
さらに自主規制による国内最大排気量を超える逆輸入モデルもレーサーレプリカのVF1000Rではある程度の個体が流通されたが、他のモデルは皆無に等しい状態であった。
これに対して本田技研工業は国内市場がV型4気筒という新しいエンジンレイアウトに馴染めなかった結果と判断。1986年以降はクルーザーモデルのVF750マグナを除いて、よりレーサーレプリカ色を強めたVFRシリーズにモデルチェンジを行った。